# Zbigniew Rabsztyn
Zbigniew Antoni Rabsztyn (ur. 13 czerwca 1958) – polski artysta malarz, rysownik, grafik, ilustrator, twórca plakatów, okładek płyt i książek, przedstawiciel krakowskiej szkoły grafiki warsztatowej i malarstwa olejnego, twórca filmów animowanych, specjalizuje się w metaforycznej interpretacji rzeczywistości. Autor artykułów i ilustracji prasowych, karykatur i rysunków satyrycznych.

## Życiorys
Absolwent krakowskiego Państwowego Liceum Sztuk Plastycznych, w którym uczył się kompozycji, rysunku, malarstwa i rzeźby u Witolda Damasiewicza, Piotra Jarży, Józefa Kluzy, prof. Adama Hoffmanna, Anny Praxmayer, prof. Stanisława Rodzińskiego i Romana Tarkowskiego. Studia – Wydział Grafiki, Akademia Sztuk Pięknych im. Jana Matejki w Krakowie. Malarstwo studiował u profesorów: Zbigniewa Kowalewskiego, Zbysława Marka Maciejewskiego i Stanisława Batrucha, a rysunek i grafikę, m.in. u profesorów: Jacka Gaja, Witolda Skulicza, Franciszka Bunscha, Piotra Kunce, Mieczysława Wejmana, Włodzimierza Kunza i Andrzeja Pietscha. Dyplom, nagrodzony Medalem Honorowym Akademii Sztuk Pięknych w Krakowie, uzyskał w 1983 roku w Pracowni Wklęsłodruku u prof. A. Pietscha.
W 1983 roku rozpoczął pracę w Katedrze Rysunku Wydziału Grafiki Akademii Sztuk Pięknych w Krakowie w pracowni rysunku prof. Włodzimierza Kotkowskiego. Brał udział w dziesiątkach wystaw i festiwali w Polsce, Francji, Niemczech, Austrii, Szwecji, Finlandii, Szwajcarii, Norwegii, Szwecji, Brazylii, Australii, Kanadzie, USA i Hiszpanii. Twórca nurtu określanego jako restrukturalizm figuratywny. Jego dorobek artystyczny obejmuje malarstwo, rysunek, plakat, grafikę projektową i warsztatową, ilustrację, karykaturę, collage, działania multimedialne, projekty okładek książkowych i płytowych oraz film animowany.

## Twórczość artystyczna
Obrazy, rysunki i grafiki prezentowano na wystawach m.in. w Wiedniu, Warszawie, Krakowie, Paryżu, Helsinkach, Getyndze, Norymberdze, Madrycie, Los Angeles, Bostonie, Nowym Jorku, Reno. Oprócz malarstwa sztalugowego, zajmuje się freskiem (Kraków: fresk w gmachu biura Miastoprojekt spółka z o.o., Mokra: fresk w nowym kościele pw. św. Szymona i św. Judy Tadeusza). Współpracuje ze studiami filmów animowanych. Autor komputerowego opracowania kolorystyki postaci i beckgroundów amerykańskich filmów animowanych Duck For President, How Do Dinosaurs Get Well Soon, Where The Wild Things Are oraz Easter Egg Adventure. Ostatni z wymienionych filmów, wyselekcjonowany do Hollywood Film Festival w 2005 w Los Angeles, zdobył tego samego roku nagrody na Spudfest Film Festival i Jackson Hole Film Festival. Współpracował z Pawłem Grawiczem w zakresie: grafiki reklamowej i wydawniczej, działań multimedialnych, ekspozycji plastycznych, pokazów mody, imprez artystycznych i dokumentacji konkursów, np. konkursu Miss Małopolski. Jego prace malarskie i graficzne znajdują się w zbiorach muzealnych, w galeriach i kolekcjach prywatnych w Polsce, USA, Austrii, Anglii, Niemczech, Finlandii, Francji, Hiszpanii, Szwajcarii, Norwegii, Szwecji, Brazylii, Australii i Kanadzie, a także zdobią kościoły.

## Nagrody i osiągnięcia
- 1983 – Medal Honorowy Akademii Sztuk Pięknych w Krakowie, Kraków.
- 1983 – Nagroda i Stypendium Ministerstwa Kultury i Sztuki, Warszawa.
- 1986 – 200 lat Konstytucji Amerykańskiej, Nowy Jork – Grand Prix.
- 1986 – I Triennale Sztuki, Reno – II nagroda.
- 1992 – Wystawa Nagrodzonych Dzieł w Salonie Artystycznym XXV Letnich Igrzysk Olimpijskich w Barcelonie po IX Międzynarodowym Biennale „Sport w sztuce” w Barcelonie.
- 1998 – Dni Krakowa we Lwowie, Kraków – II nagroda.
- 2003 – Lato w głowie i naturze, Artserwis-Visualcreator – wyróżnienie w I Konkursie.
- 2005 – Spudfest Film Festival, Jackson Hole Film Festival, Hollywood Film Festival (w zespole twórców) w Hollywood, Los Angeles.